# Svea Fireworks
Svea Fireworks är ett varumärke som tillhör Invivo Trade AB, grundat 1991, som är Skandinaviens största fyrverkeriimportör.
Svea Fireworks säljer fyrverkerier och pyrotekniska produkter. Företaget är baserat i Spannarp i Ängelholms kommun i nordvästra Skåne. År 1998 etablerade sig Svea Fireworks i Norge och senare även i Polen, Estland, Lettland och Ungern.